# 曹梅
曹梅（1524年—？），字子和，號龍洲，直隸河間府滄州鹽山縣人，民籍，明朝政治人物。

## 生平
嘉靖十九年（1540年）庚子科順天府鄉試第五十八名舉人。嘉靖三十五年（1556年）中式丙辰科二甲第四十五名進士。都察院观政，授户部主事，管理收取京师商税，四十二年謫陕西華州同知，四十四年升直隶淮安府通判，隆慶元年（1567年）升湖广德安府同知，遷任南京户部员外郎，榷扬州商税，所得税款一钱不染，为一时廉能之冠。官至南户部郎中。政事之暇，手不释卷。

## 家族
曾祖曹海；祖父曹孜，知縣；父曹顯，義官。嫡母姜氏；生母喬氏。